# Asilus mucronatus
Asilus mucronatus är en tvåvingeart som beskrevs av Giovanni Antonio Scopoli 1763. Asilus mucronatus ingår i släktet Asilus och familjen rovflugor.
Artens utbredningsområde är Slovenien. Inga underarter finns listade i Catalogue of Life.